# Šime Poduje
Šime Poduje (* 19. Mai 1905 in Vis; † 31. Oktober 1966 in Split) war ein jugoslawischer Fußballspieler auf der Position eines Stürmers. Er leitete zudem gegen Ende des Zweiten Weltkriegs den Wiederaufbau seines langjährigen Vereins Hajduk Split, dessen Vorstandsmitglied er über Jahre hinweg war und zu dessen Ehrenpräsident er später ernannt wurde.

## Laufbahn
Poduje war als Spieler von 1922 bis 1931 für Hajduk Split tätig, mit denen er 1927 und 1929 die jugoslawische Fußballmeisterschaft gewann. Insgesamt absolvierte er für Hajduk 226 Spiele, in denen er 87 Tore erzielte.
Im Hauptberuf war Poduje als Jurist tätig und unterhielt eine Anwaltskanzlei in Split. Seinem Verein blieb er auch nach dem Ende seiner aktiven Laufbahn verbunden, als er 1944 den Wiederaufbau des am Boden liegenden Vereins auf seiner Geburtsinsel Vis leitete. Außerdem nahm Poduje am ersten FIFA-Kongress der Nachkriegszeit im Juli 1946 in Luxemburg teil, auf dem die Entscheidung auf Brasilien als Ausrichter der Fußball-Weltmeisterschaft 1950 fiel. Nebenbei trainierte er mehrere Mannschaften im Umfeld seiner Wahlheimatstadt Split und war zudem als Schiedsrichter tätig.
Zu seiner aktiven Zeit als Spieler bestritt er zudem zwischen 1924 und 1927 drei Länderspiele für Jugoslawien, die allesamt gegen die Tschechoslowakei (0:2, 0:7 und 1:1) bestritten wurden. Bei seinem Länderspieldebüt am 28. September 1924 kamen mit Ausnahme des Torhüters ausschließlich Spieler von Hajduk Split zum Einsatz. Bei diesem Spiel wirkte auch sein jüngerer Bruder Veljko Poduje mit.

## Erfolge
- Jugoslawischer Meister: 1927 und 1929